# Jeanne Carroll

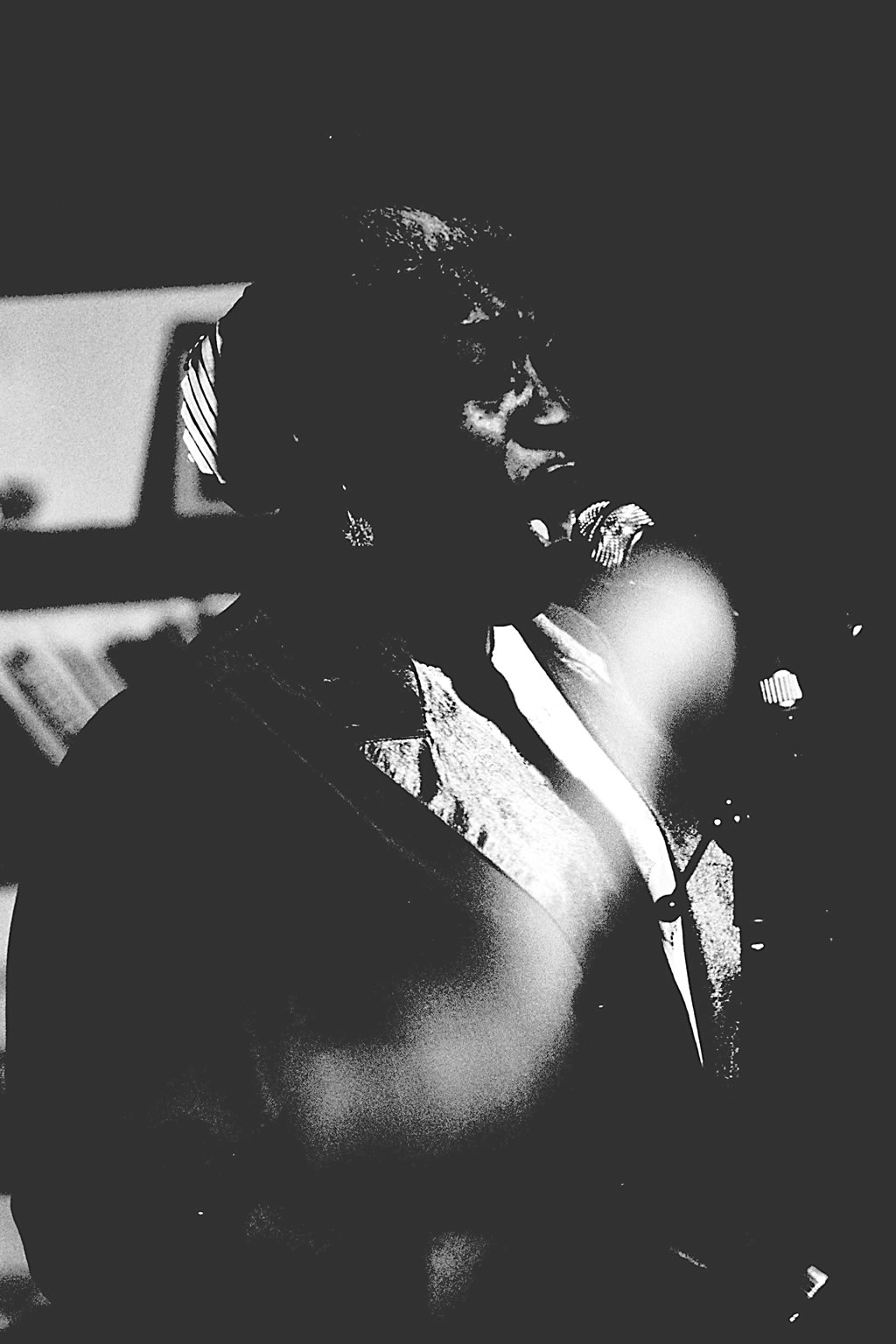
Jeanne Carroll in 1996.

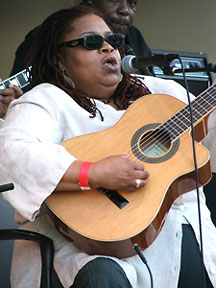
Karen Carroll, dochter van Jeanne Carroll.

Albertha Jeanne Carroll (15 januari 1931 in Ruleville , Mississippi, 9 augustus 2011 in Aalst, België) was een Amerikaanse blues- en jazzzangeres.

## Biografie
Ze kreeg een hartaanval op zondag 7 augustus, de periode toen ze optrad te Hamme, op het Blues Oan Daa Stoazze festival. Ze werd afgevoerd naar het OLV van Aalst dat bekend is voor haar goede reputatie. Ze trad op met haar dochter Karen Carroll.